# ProCredit Holding
Die ProCredit Holding AG ist die Muttergesellschaft der Gruppe der ProCredit-Banken, die hauptsächlich in Südost- und Osteuropa, aber auch in Ecuador und in Deutschland tätig sind. 
ProCredit Holding ist verantwortlich für die strategische Führung der Gruppe sowie für die Kapitalausstattung, das Berichtswesen, das Risikomanagement und die Geschäftsorganisation nach deutschem und europäischem Bankenrecht.
Im September 2023 erfolgte die Umwandlung der vormaligen AG & Co. KGaA in eine Aktiengesellschaft.

## Eigentümer
Die folgenden Anteilseigner halten mehr als 5 % der Anteile an der Procredit Holding:
- Zeitinger Invest (18,3 %)
- KFW (13,2 %)
- DOEN Participaties (12,5 %)
- EBRD (8,7 %)
- TIAA  (8,6 %)

## Tochtergesellschaften der ProCredit Holding
| Tochtergesellschaft                       | Art der Tätigkeit                     | Hauptniederlassung      |
| ----------------------------------------- | ------------------------------------- | ----------------------- |
| ProCredit Bank Sh.a.                      | Bank                                  | Albanien                |
| ProCredit Bank d.d.                       | Bank                                  | Bosnien und Herzegowina |
| ProCredit Bank (Bulgaria) E.A.D.          | Bank                                  | Bulgarien               |
| Banco ProCredit S.A.                      | Bank                                  | Ecuador                 |
| JSC ProCredit Bank                        | Bank                                  | Georgien                |
| ProCredit Bank AG                         | Bank                                  | Deutschland             |
| ProCredit Bank Sh.a.                      | Bank                                  | Kosovo                  |
| ProCredit Bank A.D.                       | Bank                                  | Nordmazedonien          |
| BC ProCredit Bank                         | Bank                                  | Moldawien               |
| ProCredit Bank S.A.                       | Bank                                  | Rumänien                |
| ProCredit Bank a.d. Beograd               | Bank                                  | Serbien                 |
| JSC ProCredit Bank                        | Bank                                  | Ukraine                 |
| ProCredit Regional Academy Eastern Europe | Akademie                              | Nordmazedonien          |
| ProCredit Academy GmbH                    | Akademie                              | Deutschland             |
| Quipu GmbH                                | IT Beratungs- und Softwareunternehmen | Deutschland             |